# Altneudorf
Altneudorf ist ein Stadtteil der Stadt Schönau im Odenwald. Der Ort war bis 1975 selbstständig, wurde dann zu Schönau eingemeindet.

## Geographie
Der Ort Altneudorf liegt im vorderen Odenwald in 200–503 m Höhe. Im Tal der Steinach geht die Gemarkung bis zur Wasserscheide hinauf, im Nordwesten über sie hinweg in das Tal des Hahnengrundes und das untere Hilsbachtal hinein. Etwas parallel zum Bach verläuft auf einer Art Terrasse die Landesstraße 535. Ihr entlang entwickelte sich die Siedlung. Die älteren Häuser stehen im Unter- und Oberdorf sehr verteilt, nur jeweils am Ende des alten Ortes verdichtet sich die Bebauung. Das Mitteldorf hat erst ab den 1950er Jahren durch den Bau des neuen Schulhauses und dem Umbau der evangelischen Kirche an Gewicht gewonnen. Die Lücken entlang der Hauptstraße sind fast ganz verschwunden.

## Geschichte
Der Ort wurde 1316 erstmals als Neudorf erwähnt und wurde wahrscheinlich im 13. Jahrhundert, als das letzte der Burg Waldeck zugehörigen Dörfern, angelegt worden sein. Zur Unterscheidung von Wilhelmsfeld, welches damals das „Neue Dorf“ war, trägt der Ort seit Beginn des 18. Jahrhunderts den Namen Altneudorf.
Mit der Burg zusammen kam Altneudorf 1357 endgültig in den Besitz der Pfalz. 1437 bis 1525 war der Ort, wie die ganze Kellerei Waldeck, als pfälzisches Lehen an die Kreis von Lindenfels, dann an die Forstmeister von Gelnhausen vergeben. An herrschaftlichen Beamten gab es in Altneudorf nur ein Bachknecht mit Aufsicht über die zur Burg Waldeck gehörenden Fischweiher. Nach dem Übergang an Baden 1802/3 verlor die Kellerei Waldeck ihre Bedeutung und Heidelberg war von 1807 an allein zuständiger Amtssitz.
Die Siedlung bestand ursprünglich aus etwa zehn, dem Tal entlang auf der linken Seite der Steinach, aufgereihten Höfen. Die Altneudorfer Höfe waren die ärmsten und kleinsten in der ganzen Kellerei Waldeck. 1612 waren es nach Angaben der Fastnachtshühner schon 26 Hofstätten. Die Häuserzahl hat sich erst langsam und dann in der zweiten Hälfte des 19. Jahrhunderts rascher vermehrt. Die Bautätigkeit war nach 1948 zunächst gering, hat sich aber ab 1960 stark belebt.
Altneudorf hatte eine eigene Gemarkung, eigenes Vermögen, selbstständige Weiderechte und eigene Farrenhaltung, gehörte aber zur Gemeinde Heiligkreuzsteinach. 1826 wurde die Abrechnung über das Vermögen in den Ort selbst verlegt. Eine Abtrennung von Heiligkreuzsteinach brachte 1828 zunächst negativen Entscheid. Altneudorf blieb als Stabsgemeinde vom Hauptort abhängig. 1844 wurde die völlige Trennung vom Landtag befürwortet und vom Großherzog genehmigt. Das Rathaus erhielt die Gemeindeverwaltung erst durch Erweiterung des Schulhauses nach dem Ersten Weltkrieg. Dieses Gebäude wurde 1962 ganz für die Gemeindeverwaltung frei. Nach der Eingemeindung nach Schönau wurde das Gebäude zum Sitz des Gemeindeverwaltungsverband Schönau.
Die Gemeinde kämpfte vergeblich um ihre Selbständigkeit während der Gebietsreform in den 70er Jahren. Am 9. Mai 1975 wurde die Gemeinde nach Schönau eingegliedert.

### Wappen
Das Gemeindewappen zeigt in Silber auf grünem Boden einen Laubbaum mit schwarzem Stamm zwischen zwei roten Häusern. Es geht auf das erste Gemeindesiegel zurück.

### Einwohnerentwicklung
Im Mittelalter waren die Einwohner in der Regel Leibeigene der Kellerei Waldeck. Die Zahlen zeigten nach den großen Verwüstungen im 17. Jahrhundert ein kontinuierliches Wachstum bis 1852. Es gab jedoch mehrere kleinere Rückgänge, die durch Auswanderungen verursacht wurden. Die starke Abwanderung in die Städte um 1900 und 1930 führte zu Tiefpunkten. Im Jahr 1950 wurden insgesamt 125 Heimatvertriebene gezählt, darunter 24 aus dem Sudetenland, 40 aus Ungarn und 32 aus Jugoslawien. Ein erheblicher Teil von ihnen zog später wieder weg. Die Bevölkerung war seit dem Bevölkerungswachstum im 18. Jahrhundert nicht mehr ausschließlich von der Landwirtschaft abhängig. Neben diesem Gewerbe spielten auch die Waldarbeit und das Tagelöhnerwesen eine große Rolle. Seit etwa 1890 wurde die Schönauer Lederfabrik als Arbeitgeber immer wichtiger.
| Jahr      | 1577 | 1727 | 1777 | 1818 | 1834 | 1852 | 1875 | 1905 | 1925 | 1939 | 1950 | 1961 | 1965 | 2018 | 2022 |
| --------- | ---- | ---- | ---- | ---- | ---- | ---- | ---- | ---- | ---- | ---- | ---- | ---- | ---- | ---- | ---- |
| Einwohner | 110  | 116  | 179  | 302  | 390  | 501  | 551  | 487  | 605  | 581  | 765  | 807  | 973  | 1492 | 1424 |

## Persönlichkeiten
- Karl Höfer (1819–1849), Revolutionär in der badischen Revolution 1848/49. War Lehrer in Altneudorf. Nach ihm wurde die Carl-Höfer-Straße im Ort benannt.
- Adam Remmele (1877–1951), sozialdemokratischer Politiker und mehrmaliger badischer Minister und Staatspräsident. Wurde in der Mühle in Altneudorf geboren. Nach ihm wurde die Adam-Remmele-Straße benannt.